# قرى القابل (نجران)
القابل قرية تراثية تقع شمال الموقع الأثري الأخدود بمنطقة نجران، في الجنوب الغربي للمملكة العربية السعودية. تعد قرية القابل من معالم منطقة نجران، لانتشار المباني التقليدية التي تمثل تراث المنطقة المعماري، إلى جانب كثرة البيوت الطينية التي تسمى محليًا (الدروب). وتنتشر في القرية الآبار القديمة التي تمتد من حدودها الشرقية بمحاذاة مزارع الحصين، حتى بئر سلوى عند حدودها الغربية، ومن موقع الأخدود حتى وادي نجران شمالا.

## الآبار القديمة
كانت الآبار في القرية محل تمركز السكان واستقرارهم، وتنتشر فيها مغطية جهاتها الأربع، ابتداء بالجهة الشرقة بمحاذاة مزارع الحصين، ووصلا إلى بئر سلوى غربا، وتمتد كذلك من موقع الأخدود حتى ضفة وادي نجران شمالا. من بينها بئر نعمان وبئر مخضة، بئر اليتيمة، بئر كعب، بئر رقيبة، وبئر الزجاج، وبئر عتيق.